# عزلة المعازبة (الحديدة)

تعديل مصدري - تعديل

عزلة المعازبة هي إحدى عزل مديرية بيت الفقية في محافظة الحديدة اليمنية ويبلغ تعداد سكانها 10702 نسمة حسب التعداد السكاني في اليمن لعام 2004.